# Neostenus spinipennis
Neostenus spinipennis là một loài bọ cánh cứng trong họ Cerambycidae.